# V379 Близнецов
V379 Близнецов (лат. V379 Geminorum) — одиночная переменная звезда в созвездии Близнецов на расстоянии (вычисленном из значения параллакса) приблизительно 8052 световых лет (около 2469 парсек) от Солнца. Видимая звёздная величина звезды — от +12,4m до +11,3m.

## Характеристики
V379 Близнецов — красный гигант, пульсирующая полуправильная переменная звезда типа SRB (SRB) спектрального класса M5III. Эффективная температура — около 3295 К.